# Mazda 323
La Mazda 323 (nel mercato interno giapponese Mazda Familia) è una berlina compatta prodotta dal costruttore giapponese Mazda in 8 generazioni dal 1963 al 2003 quando è stata sostituita dalla Mazda 3.

## Il contesto
Le prime 2 generazioni (dal 1963 al 1977) prendevano in molti mercati i nomi 800 (per la prima), 1000, 1200 e 1300 (per la seconda), mentre dalla terza (entrata in produzione nel 1977) fu in gran parte adottato il nome 323. Sul mercato nordamericano è stata invece commercializzata come Mazda GLC.
Si tratta di una berlina da poco meno di 4 metri di lunghezza disponibile sia in configurazione a 3 che a 5 porte, a cui nel 1964 è stata affiancata anche la versione familiare.
Meccanicamente presentava la trazione posteriore e al momento della presentazione le motorizzazioni disponibili erano comprese tra i 985 e i 1416 cm³ con potenze comprese tra i 45 e i 70 CV. La versione familiare poteva essere equipaggiata anche da un propulsore da 1490 cm³.
La terza serie della vettura è rimasta in produzione sino al 1980, sostituita dalla quarta generazione e che presenta due versioni berlina, una classica 3 volumi 4 porte e una hatchback a 3 o 5 porte, mentre la familiare fu venduta fino al 1985. Cambia anche la configurazione meccanica che diventa una "tutto avanti" con motore e trazione anteriore. 

### Quinta serie (BF)
La quinta serie (BF) fu prodotta dal 1985 al 1989 ed era disponibile in versione 3 porte hatchback, 4 porte berlina e 5 porte station wagon.
Sulla base della hatchback 3 porte 4WD fu prodotta una versione sportiva pensate per correre nei rally, la cui principale differenza rispetto al resto della gamma fu l'adozione di un sistema di sovralimentazione con Turbo e intercooler per incrementarne le prestazioni del motore: il risultato fu una potenza di 150 CV e 190 nm, che scesero poi a 140 CV e 185 nm con l'adozione del catalizzatore alla fine del 1987.
Le motorizzazioni benzina per l'Europa erano:
- motore E1 1.1 8V 54 CV

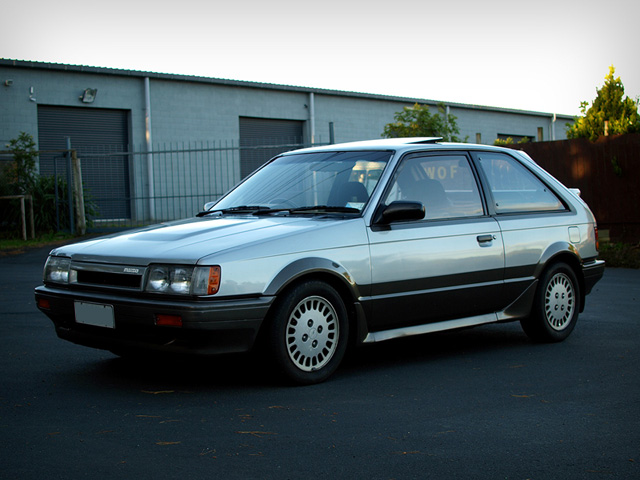
Mazda 323 4WD Turbo (GTX) (BF)

- motore E3 1.3 8V 68 CV (in alcuni paesi con 60 CV o 65 CV)
- motore B3 1.3 8V 68 CV (sostituisce il motore E3 nel 1987)
- motore B5 1.5 12V 73 CV
- motore B6 1.6 8V 85 CV
- motore B6T 1.6 16V DOHC Turbo 4WD 150 CV (versione GTX - dal 1986 al 1987)
- motore B6T 1.6 16V DOHC Turbo 4WD 140 CV (versione GTX - dal 1987 al 1989)

L'unica versione Diesel era il motore PN 1.7 8V 57 CV.

### Sesta serie (BG)
La sesta serie (BG) prodotta dal 1989 al 1994 era disponibile con carrozzeria hatchback 3 porte, berlina 4 porte e 5 porte.

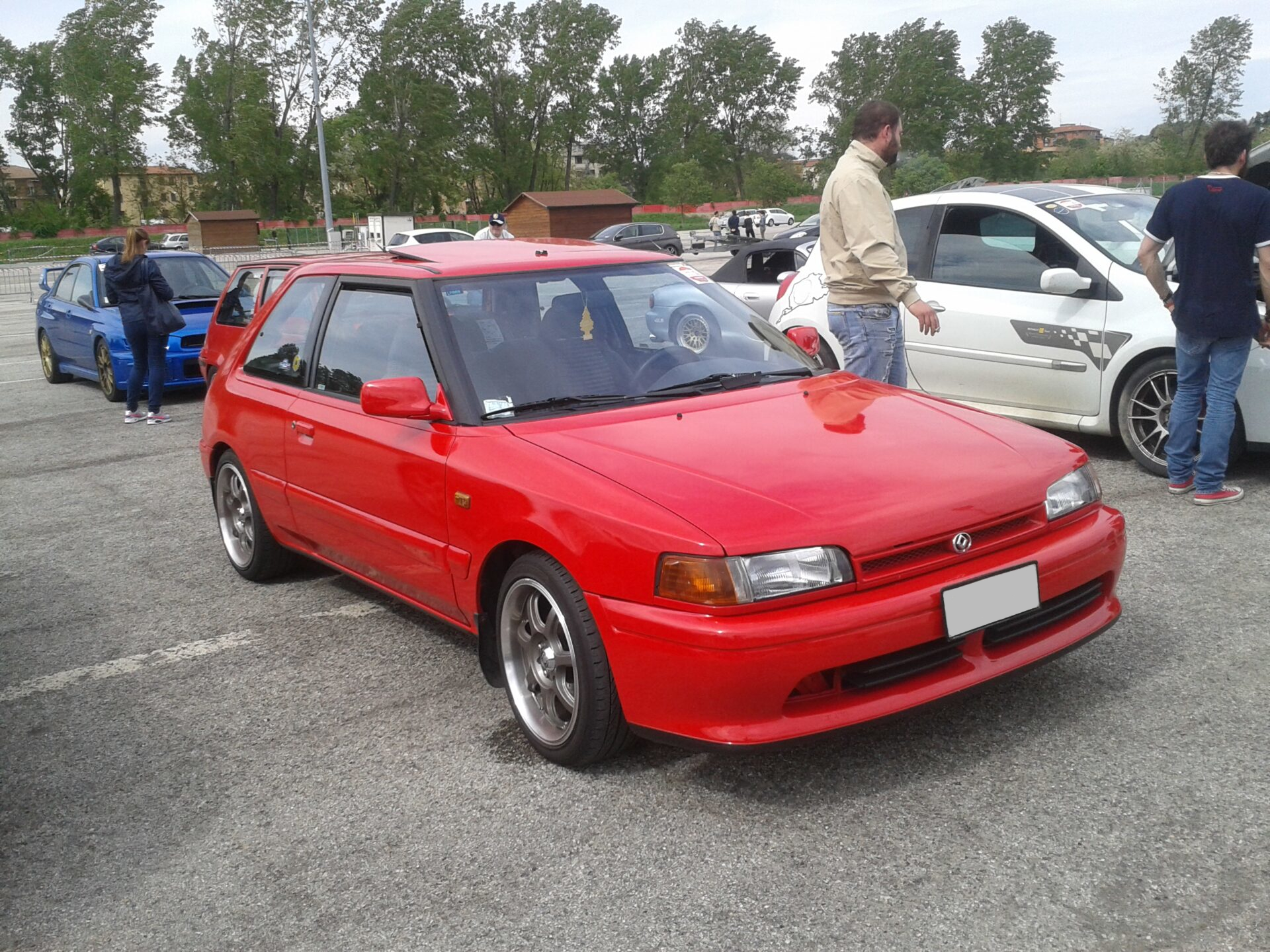
Mazda 323 GTX (BG)

Tutte le versioni erano caratterizzate dal retro in cui i fanali erano collegati tra loro con dei pannelli aventi lo stesso effetto rosso trasparente che formava una barra unica.
La hatchback 3 porte era disponibile in versione GLX con il motore 1.3 16V e GT con il motore 1.8 16V, mentre la berlina 4 porte era unicamente disponibile in versione GLX 1.6 16V.
La versione 5 porte era denominata 323F ("Astina" in alcuni paesi), era subito riconoscibile anteriormente dai fanali a scomparsa e posteriormente dalla scritta "323F" sulla barra centrale rossa dei fanali. Questa versione non hai mai montato turbo e non ha mai avuto la trazione integrale. Era disponibile unicamente in versione GT e montava il motore 1.8 16V, aveva cerchi in lega, spoiler posteriore, paraurti e specchietti in tinta con la carrozzeria, terminale singolo con doppio tubo, mentre fendinebbia e tetto apribile erano optional.
Sulla base della hatchback 3 porte 4WD (non importata in Italia, montava una variante del motore 1.8 16V aspirato depotenziato a 103 CV) furono prodotte due versioni sportive pensate per correre nei rally, la cui principale differenza rispetto al resto della gamma fu l'adozione di un sistema di sovralimentazione con Turbo e intercooler per incrementarne le prestazioni del motore: il 323 nella versione GTX sviluppava 163 CV e 216 nm, che salirono fino a 185 CV e 235 nm nella versione GTR (principalmente grazie all'adozione di un turbo e un intercooler di maggiori dimensioni). Queste caratteristiche, unite al corpo vettura compatto e leggero (1.240 kg in ordine di marcia), garantivano prestazioni brillanti in linea con quelle delle altre "homologation special" dell'epoca, nonostante il deficit di potenza e coppia rispetto alla concorrenza.
La versione GTR fu prodotta in numero limitato di 5000 esemplari, ovvero il numero minimo richiesto per l'omologazione nel Gruppo A.
Il catalizzatore fu introdotto a partire dal 1992 su tutta la gamma, mentre la versione GTX ne era dotata fin dal 1989.
In Italia era disponibile solo con motorizzazioni quattro cilindri in linea a benzina, che erano:

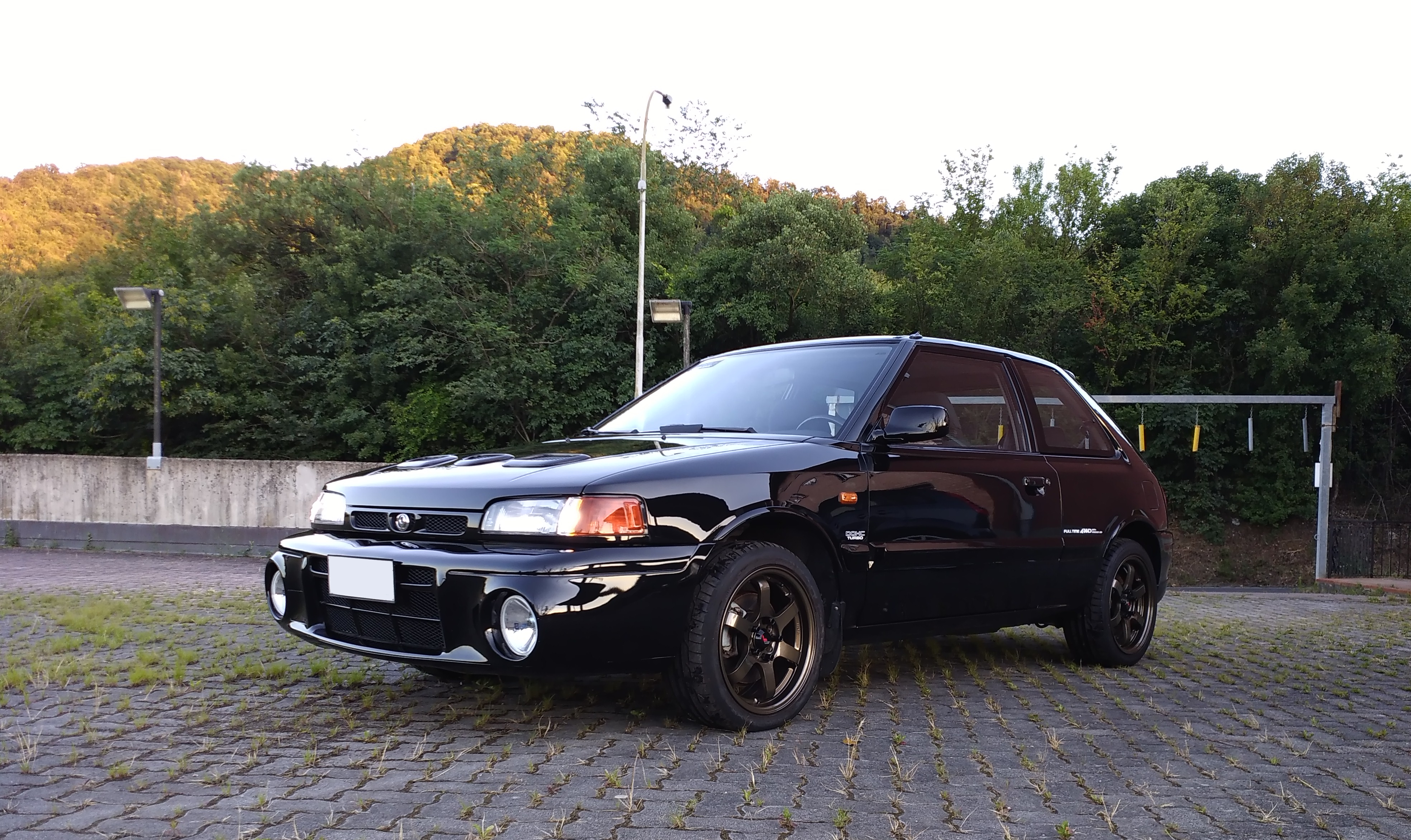
Mazda 323 GTR (BG)

- motore B3 1.3 16V 75 CV (versione GLX hatchback - dal 1989 al 1994)
- motore B6 1.6 16V 87 CV (versione GLX berlina - dal 1989 al 1992)
- motore B6 1.6 16V 90 CV (versione GLX berlina - dal 1992 al 1994)
- motore BP 1.8 16V DOHC 140 CV (versione GT hatchback e F - dal 1989 al 1992)
- motore BP 1.8 16V DOHC 131 CV (versione GT hatchback e F - dal 1992 al 1994)
- motore BPT 1.8 16V DOHC Turbo 4WD 163 CV (versione GTX - dal 1989 al 1994)
- motore BPD 1.8 16V DOHC Turbo 4WD 185 CV (versione GTR - dal 1992 al 1994)

### Settima serie 323F (BH) (Lantis)
La settima serie denominata 323F in Europa (Lantis in Giappone), è stata prodotta dal 1994 al 1999 solo con carrozzeria hatchback cinque porte.
Lunga 4245 mm, larga 1695 mm, alta 1355 mm e pesa 1300 kg ospitava 5 persone, era disponibile negli allestimenti LX, GLX e GT. Il cambio poteva essere manuale a 5 marce o automatico a 4 velocità, la trazione era solo anteriore e motori solo a benzina, quelli disponibili in Italia erano:
- motore Z5 1.5 16V 88 CV 4 cilindri in linea
- motore BP 1.8 16V 114 CV 4 cilindri in linea
- motore KF-DE DOHC 2.0 24V 144 CV V6

A metà del 1999 esce di produzione.

### Ottava serie (BJ)
L'ultima e ottava serie (1999-2003) chiuse definitivamente l'uso del nome 323. In Italia fu venduta solo con carrozzeria hatchback 5 porte. Tutte le versioni erano spinte da motori quattro cilindri in linea benzina o diesel e dalla trazione anteriore. Gli allestimenti disponibili erano GLX, Active, Cromo, Touring ed Exclusive. Qui sotto sono elencate le motorizzazioni disponibili in Italia.
- (Benzina) 1.5 16V 88 CV
- (Benzina) 1.6 16V 98 CV
- (Diesel) 2.0 16V Turbo 90 CV
- (Diesel) 2.0 16V Turbo 101 CV

Nel 2001 venne fatto un facelift, vennero migliorate le sospensioni e l'impianto audio.
Le ultime generazioni (BH e BJ) furono vendute anche come Mazda Protegé e Mazda Allegro.
Nel 2004 uscì ufficialmente di produzione per lasciare spazio alla nuova Mazda 3.